# Neferquerés V
Neferquerés V ou Nefercaré V (em egípcio: nfr k3 rˁ), cujo nome era Neferquerés ou Nefercaré Tereru (em egípcio: nfr k3 rˁ tr(r)rw), foi um faraó da VII ou VIII dinastia durante o início do Primeiro Período Intermediário (2181–2055 a.C.).